# Junín (departement)
För andra betydelser, se Junín.

Departementets läge i Peru

Junín (spanska: Departamento de Junín) är ett av Perus 24 departement. Det är beläget i Perus högland. Huvudort är Huancayo.

## Geografi
Departementet Junín är beläget i den mellersta zonen av de peruanska anderna. I området finns berg och regnskog. Klimatet i bergen är kallt och torrt, med stora skillnader i temperatur mellan dag och natt och med regnperiod mellan november och april.
Departementet har en mycket varierad topografi. Den västra bergskedjan (Cordillera Blanca) som ligger nära gränsen till Lima, har snö- och istäckta toppar. I öster ligger högt belägna glaciärdalar som går upp mot Perus högplatåer (Altiplano). Bland dem finns Junínplatån som är belägen mellan städerna La Oroya och Cerro de Pasco.
Mantarodalen blir bredare före Jauja upp till i nivå med Huancavelica. Detta område rymmer en stor del av regionens befolkning. Mot öster, nära regnskogen, finns ett överflöd av trånga och djupa canyons, med branta bergssidor, täckta av skog under lågt liggande moln.
Bergskedjan Huaytapallana är belägen i den centrala södra delen. Denna bergskedja har en stor förkastning vilket är orsaken till jordbävningar i området. I Junín ligger också berget Toromocho.
Övre delen av regnskogen, med långa dalar som skapats av Tulumayofloden, Paucartambofloden, Perenéfloden och Enefloden, är belägen i östra delen av regionen. Junínsjön, den största sjön som helt ligger i Peru, är belägen i departementet, med undantag för dess norra spets som hör till Pasco. 
Junín gränsar till Pasco i norr, Ucayali i nordöst och Cusco i öst. Mantarofloden markerar departementets gräns med Ayacucho och Huancavelica i söder. I väst gränsar Junín till Lima.

## Ekonomi
Junín är rikt på mineraler, inklusive guld, silver, koppar, kvicksilver, vismut, molybden, bly, zink och kol.

## Provinser
Departementet är indelad i nio provinser och 123 distrikt.
Provinserna är, med huvudorterna inom parentes:
| Provinser i departementet Junín | Provinser i departementet Junín | Provinser i departementet Junín | Provinser i departementet Junín | Provinser i departementet Junín |
| Ubigeo                          | Provins                         | Centralort                      | Folkmängd 2017                  |                                 |
| ------------------------------- | ------------------------------- | ------------------------------- | ------------------------------- | ------------------------------- |
| 1201                            | Huancayo                        | Huancayo                        | 414 759                         |                                 |
| 1202                            | Concepción                      | Concepción                      | 41 132                          |                                 |
| 1203                            | Chanchamayo                     | La Merced                       | 110 269                         |                                 |
| 1204                            | Jauja                           | Jauja                           | 62 971                          |                                 |
| 1205                            | Junín                           | Junín                           | 17 515                          |                                 |
| 1206                            | Satipo                          | Satipo                          | 133 789                         |                                 |
| 1207                            | Tarma                           | Tarma                           | 68 044                          |                                 |
| 1208                            | Yauli                           | La Oroya                        | 31 788                          |                                 |
| 1209                            | Chupaca                         | Chupaca                         | 40 130                          |                                 |
| Total                           | Total                           | Total                           | 920 397                         |                                 |

## Klimat
Junín har en årlig temperatur i medeltal på 13,1 °C, en högsta temperatur på 17 °C och en lägsta temperatur på 0 °C.
Regnperioden sträcker sig från november till april, och från december till mars i de tropiska områdena.
- Största floder: Mantaro, Ene , Tambo, Chanchamayo y Satipo.
- Bergstoppar: Tunsho (5730 m), Antachape (5700 m), Sullcón (5650 m) och Huaytapallana (5557 m).
- Bergspass: Negro Bueno (4630 m) i Concepción; Acopalca (4600 m) in Huancayo; La Cumbe (4350 m) i Yauli.